# Superbruger (software)
 Denne artikel omhandler brugerkonti. Opslagsordet har også en anden betydning, se Superbruger.
Indenfor it er superbrugeren en særlig brugerkonto, der anvendes til systemadministration. Afhængig af styresystem kan denne brugerkonto hedde root, administrator, admin eller supervisor. I nogle tilfælde er kontoens navn ikke afgørende; på Unix-lignende systemer er det eksempelvis den bruger, der har en bruger-id (UID) på nul der er superbrugeren, uanset hvad den kontos navn er.
Princippet om færrest privilegier anbefaler at de fleste brugere og applikationer anvender en normal brugerkonto i deres arbejde, da en superbrugerkonto er i stand til at foretage ubegrænsede, og dermed ofte farlige, systemændringer.